# Stajaća voda
Stajaća voda je nadzemna otvorena vodena masa slatke ili brakične stajaće vode, uključujući i lokve na dinama. Ova staništa mogu da budu i sezonski suva (privremene ili povremene bare i jezera), s tim da period suše traje manje od šest meseci. Dna stajaćih voda izgrađuju zajednice životinja (Hirundinea, Oligochaeta, Insecta, Crustacea, Mollusca i dr.), zelenih ili drugih algi. U odnosu na trofičnost, salinitet i da li su stalne ili privremene, izdvajaju se posebni tipovi površinskih stajaćih voda.

## Stalne oligotrofne stajaće vode
Boja vode je plava do zelena, providnost je velika. Granica između dubinske i litoralne zone je veoma izražena. Voda sadrži malu količinu biogenih elemenata potrebnih za razvoj fitoplanktona i drugih biljaka, pa je organska produkcija mala. Kiseonika u velikoj koncentraciji ima i u dubljim slojevima. U mulju ima malo organskih materija čije je raspadanje neznatno. Fitoplankton u slobodnoj vodi i vegetacija u priobalnoj zoni su slabo razvijeni. Bentosne zajednice algi su razvijene na stenovitim i kamenitim podlogama, kao i na mahovinama koje obrastaju dna ovih jezera. Dominantna je zajednica silikatnih algi (Bacillariophyta–tip zajednice) koja zavisno od sezonske dinamike ekoloških faktora prelazi u različite kombinacije zajednica sa euglenama, zelenim algama ili modrozelenim bakterijama. U zajednicama u kojima dominiraju vodene biljke (makrofite) se razlikuje zone submerznih i flotantnih biljaka. Najznačajnije submerzne vrste su Utricularia minor, Utricularia intermedia, Utricularia bremii, kao i različiti predstavnici pršljenčica rodova Chara, Nitella, Tolypella, Nitellopsis, Lamprotha, kao i mahovina iz rodova Mnium i Lychnothamnus. Među flotantnim biljkama najčešći su predstavnici rodova Potamogeton i Sparganium. 
Stalne oligotrofne vode se mogu podeliti na:
- planktonske zajednice oligotrofnih stajaćih voda
- bentosne zajednice oligotrofnih stajaćih voda
- tepisi pršljenčica (Charophyta) oligotrofnih stajaćih voda
- ukorenjene submerzne zajednice oligotrofnih stajaćih voda
- ukorenjene plutajuće zajednice oligotrofnih stajaćih voda
- zajednice mahovina tresetnica i mešnica (Utricularia spp.) oligotrofnih stajaćih voda
- i lokve na dinama.

## Stalne mezotrofne stajaće vode
Zajednice u kojima dominiraju vodene biljke-makrofite, se diferenciraju na zonu submerznih i flotantnih biljaka. Najznačajnije submerzne makrofite su vrste rodova: Myriophyllum, Potamogeton, Najas, Utricularia, kao i vrste rodova pršljenčica : Nitella i Chara. Među flotantnim makrofitama su najčešće vrste: Aldrovanda vesiculosa, Hydrocharis morsus-ranae, Lemna minor, Pistia stratiotes, Salvinia natans, Spirodella polyrrhyza, Stratiotes aloides, Wolffia arrhyza, Callitriche verna, Elatine triandra, Polygonum amphibium, Ranunculus aquatilis, R. paucistamineus, R. trichophyllus, Sparganium natans i dr.
Stalne mezotrofne stajaće vode se mogu podeliti na:
- planktonske zajednice mezotrofnih stajaćih voda
- bentosne zajednice mezotrofnih stajaćih voda
- tepisi pršljenčica (Charophyta) mezotrofnih stajaćih voda
- ukorenjene submerzne zajednice mezotrofnih stajaćih voda
- ukorenjene plutajuće zajednice mezotrofnih stajaćih voda
  - zajednice vodenih ljutića (Ranunculus sect. Bratrachium) mezotrofnih stajaćih voda
  - zajednice plutajućeg talasinja (Potamogeton natans) mezotrofnih stajaćih voda
  - zajednice vodenog troskota (Polygonum amphibium) mezotrofnih stajaćih voda
  - zajednica plutajućeg jažorasta (Sparganium natans) mezotrofnih stajaćih voda
  - zajednica vodene bradice (Callitriche spp.) mezotrofnih stajaćih voda
- slobodno plutajuće zajednice mezotrofnih stajaćih voda
  - zajednica žabogriza (Hydrocharis morsus-ranae) mezotrofnih stajaćih voda
  - zajednica testerice (Stratiotes aloides) mezotrofnih stajaćih voda
  - zajednica mešnica (Utricularia spp.) mezotrofnih stajaćih voda
  - zajednica vodene paprati (Salvinia natans) mezotrofnih stajaćih voda
  - zajednica aldrovande (Aldrovanda vesiculosa) mezotrofnih stajaćih voda
  - zajednica pistije (Pistia stratiotes) mezotrofnih stajaćih voda
  - zajednica sočivica (Lemna spp., Spirodella spp., Wolffia spp.) mezotrofnih stajaćih voda
- i zajednice mahovina tresetnica i mešnica (Utricularia spp.) mezotrofnih stajaćih voda.

## Stalne eutrofne stajaće vode
U litoralnoj zoni jezerskog dna razvijene su bentalne zajednice sa dominacijom larvi hironomida, efemeroptera, trihoptera i odonata, kao i puževa i oligoheta. U sublitoralnoj zoni naročito je karakteristična "ljušturina zona", u kojoj dolazi do intenzivnog razvića školjki i puževa Dreissena polymorpha, dok u profundalu preovlađuju oblici oligoheta Tubifex, Peloscolex i dr., kao i vrste amfipodnih i izopodnih rakova i ostrakoda. U zavisnosti od godišnje dinamike intenziteta i kvaliteta ekoloških faktora (sezonska dinamika) na ovim staništima dominiraju silikatne alge (Bacillariophyta) u proleće, poznu jesen i zimi, modrozelene bakterije (Cyanobacteria) ili zelene alge (Chlorophyta). Zajednice u kojima dominiraju makrofite, se diferenciraju na zonu submerznih i flotantnih biljaka. Najznačajnije submerzne makrofite su vrste rodova: Ceratophyllum, Elodea, Myriophyllum, Najas, Utricularia i Vallisneria, kao i pršljenčice Nitellopsis obtusa i Chara vulgaris.  Među flotantnima biljkama su najčešće sočivice: vrste rodova Lemna, Spirodela i Wollfia, ali i vrste rodova Hydrocharis,Nymphoides, Nymphaea, Nuphar, Potamogeton i Trapa; jetrenjače: Riccia fluitans i Ricciocarpus natans; vodene paprati: Azolla filiculoides i Salvinia natans.
Stalne eutrofne stajaće vode se mogu podeliti na:
- planktonske zajednice eutrofnih stajaćih voda
- bentosne zajednice eutrofnih stajaćih voda
  - bentosne zajednica litorala eutrofnih stajaćih voda
  - bentosne zajednice sublitorala eutrofnih stajaćih voda
  - bentosne zajednice profundala eutrofnih stajaćih voda
- ukorenjene submerzne zajednice eutrofnih stajaćih voda
  - zajednice resina (Ceratophyllum spp.) i drezga (Myriophyllum spp.) eutrofnih stajaćih voda
  - zajednice vodene kuge (Elodea spp.) eutrofnih stajaćih voda
  - zajednice podvodnica (Najas spp.) eutrofnih stajaćih voda
  - zajednica submerznog talasinja (Potamogeton spp.) eutrofnih stajaćih voda
  - zajednice pršljenčica (Charophyta) eutrofnih stajaćih voda
- ukorenjene plutajuće zajednice eutrofnih stajaćih voda
  - zajednice rebratice (Hottonia palustris) eutrofnih stajaćih voda
  - zajednice žutog lokvanja (Nuphar luteum) eutrofnih stajaćih voda
  - zajednice belog lokvanja (Nympheaea alba) eutrofnih stajaćih voda
  - zajednice belog (Nympheaea alba) i žutog lokvanja (Nuphar luteum) eutrofnih stajaćih voda
  - zajednice vodenog oraha (Trapa spp.) eutrofnih stajaćih voda
  - zajednice žutog lokvanjčića (Nymphoides flava) eutrofnih stajaćih voda
- slobodno plutajuće zajednice eutrofnih stajaćih voda
  - zajednice sočivica (Lemna spp., Spirodella spp., Wolffia spp.) eutrofnih stajaćih voda
  - zajednice vodenih paprati (Salvinia natans) eutrofnih stajaćih voda
  - zajednice vodenih jetrenjača (Riccia spp., Ricciocarpus spp.) eutrofnih stajaćih voda

|  |  |  |

## Stalne distrofne stajaće vode
Voda je bogata biogenim elementima koji se nalaze u teško pristupačnom obliku što uslovljava slab razvoj fitoplanktona i drugih biljaka, pa je organska produkcija mala. Voda sadrži veliku količinu Huminske materije se nalaze u velikoj količini u vodi, a intenzivno oksidišu, tako da se gotovo potpuno odsustvo kiseonika ispoljava na sasvim maloj dubini od svega nekoliko cm. Reakcija vode je kisela (pH = 4-6). Boja vode je žuta ili mrka, providnost je sasvim mala.
Stalne distrofne stajaće vode se mogu podeliti na:
- planktonske zajednice distrofnih stajaćih voda
- bentosne zajednice distrofnih stajaćih voda
- tepisi pršljenčica (Charophyta) distrofnih stajaćih voda
- ukorenjene submerzne zajednice distrofnih stajaćih voda
- ukorenjene plutajuće zajednice distrofnih stajaćih voda
- zajednice mahovina tresetnica i mešnica (Utricularia spp.) distrofnih stajaćih voda
- otvorene plitke lokve distrofnih stajaćih voda
- i tresetne bare distrofnih stajaćih voda.

## Stalne slane stajaće vode
Zajednice rasprostranjene u zaslanjenim barama i ritovima gde u vidu gustih livada obrastaju dna. Najznačajnije biljke graditeljke su: Najas marina, Najas minor, Potamogeton pectinatus, Ranunculus trichophyllus, Utricularia neglecta, Zanichellia pedicellata, različite vrste pršljenčica (Charophyta) i dr. U zoni flotantnih biljaka dominiraju predstavnici rodova Lemna, Wolffia, Callitriche i Ranunculus sect. Batrachium.
Stalne slane stajaće vode se mogu podeliti na:
- planktonske zajednice slanih stajaćih voda
- bentosne zajednice slanih stajaćih voda
- tepisi pršljenčica (Charophyta) slanih stajaćih voda
- submerzne zajednice slanih stajaćih voda
- i plutajuće zajednice slanih stajaćih voda.

## Privremene stajaće vode
Privremene stajaće vode su zelene do braon boje, sa zajednicama u kojima po pravilu dominiraju makrofite koje se ne ukorenjuju za dno, već biljke slobodno plutaju na površini ili ispod same površine vode, obrazujući gust i često debeo sloj u čijem sastavu su najbrojnije vrste: Lemna minor, Salvinia natans, Spirodella polyrrhyza, Utricularia vulgaris, Wolffia arrhyza, Riccia fluitans i dr. Česte su i submerzne vrste Ranunculus trichophyllus, Najas minor, Najas marina i Ceratophyllum demersum.
Privremene stajaće vode se mogu podeliti na:
- privremene oligotrofne stajaće vode
- privremene mezotrofne stajaće vode
- privremene eutrofne stajaće vode
- privremene distrofne stajaće vode
- privremene oligo-mezotrofne stajaće vode
- privremene slane stajaće vode
- i turlozi i livade jezerskih dna privremenih voda.[2][3]

## Galerija
- Vrmdžansko jezero
- Markovačko jezero
- Obedska bara
- Zajednica mešnica (Utricularia spp.) mezotrofnih stajaćih voda